# Mats Wahl
Mats Wahl (Malmö, 10 maggio 1945 – Stoccolma, 14 agosto 2025) è stato uno scrittore svedese.

## Biografia
Crebbe a Malmö e Stoccolma. Studiò letteratura e antropologia sociale nell'Università di Stoccolma.
Wahl è morto il 14 agosto 2025.

## Opere
- På spaning efter växandets punkt
- Konsten att undervisa
- Honungsdrömmen
- Hallonörnen
- Vinterfågel
- Förståelse och handling
- Guntzborg Jöntzon
- Norrpada
- Döläge
- Ungdomspedagogik
- Halva sanningen
- Havsörnsvalsen
- Hat
- Jiggen
- Husbonden
- Utbildning och klass
- Mannen som älskade kvinnor
- Den lackerade apan
- Anna-Carolinas krig
- Skrinet
- Jac Uppmuntraren
- Play it again
- Sjöbo
- Maj Darlin
- Kärlek i september
- Sagan om den lilla kråkodillen
- Därvarns resa
- Nåra riktigt fina dar
- Vinterviken
- Vildmarksfiskaren
- I ballong över Stilla havet
- Lilla Marie
- Nu seglar Vasa
- Emma och Daniel: Mötet
- De övergivna
- 3 Pjäser
- Den långa resan (avec Sven Nordqvist)
- 1998 - Emma och Daniel: Kärleken
- 1998 - Emma och Daniel: Resan
- John-John
- Folket i Birka på vikingarnas tid
- 1999 - Maj Darlin
- Den osynlige
- Halva sanningen
- Såpa
- Tjafs
- Kill
- Svenska för idioter
- Återkomst
- 2006 - Den vilda drömmen
- 2008 – När det kommer en älskare

## Premi e riconoscimenti
- Nils Holgersson-plaketten, Maj Darlin
- Nordiske Börnebogspriset
- Augustpriset, Vinterviken (1993)[2]
- ABF:s litteraturpris
- Janusz Korczak-priset
- Deutscher Jugendliteraturpreis, Vinterviken
- Kulturpriset Till Adam Brombergs minne (Adamspriset)